# Bartosz Bida
Bartosz Bida (ur. 21 lutego 2001 w Wysokiej Głogowskiej) – polski piłkarz występujący na pozycji napastnika lub pomocnika w Miedzi Legnica. Wychowanek Stali Rzeszów.

## Kariera klubowa

### Początki kariery
Bartosz Bida rozpoczął swoją karierę w Jagiellonii Białystok, w której w 2017 roku zaczął trenować z pierwszym zespołem. Swoją przygodę z klubem z Podlasia rozpoczął grając od 2016 roku w drużynach młodzieżowych. Kolejny rok spędził na wypożyczeniu w pierwszoligowych Wigrach Suwałki. Wystąpił w 10 spotkaniach ligowych i 1 meczu rozgrywanym w ramach Pucharu Polski, strzelając 5 bramek. W czerwcu 2019 roku wrócił do Białegostoku. 4 lipca 2019 roku przedłużył z Jagiellonią umowę do końca czerwca 2023. Po jej wygaśnięciu został zawodnikiem Podbeskidzia Bielsko-Biała. 

## Kariera reprezentacyjna[9]
(aktualne na dzień 20 października 2012)
Pierwsze powołanie otrzymał 25 kwietnia 2016 roku na zgrupowanie selekcyjne kadry do lat 15 prowadzonej przez Bartłomieja Zalewskiego.

### Polska U16[9]
Bartosz Bida zadebiutował 21 marca 2017 roku w zremisowanym 2:2 meczu z Francją, podczas którego strzelił 2 bramki. W tej drużynie rozegrał w sumie 5 spotkań i strzelił 3 bramki.

### Polska U17[13]
Pierwszy mecz rozegrał 17 października 2017 roku. Było to wygrane 8:0 spotkanie z San Marino, w którym Bida strzelił 1 bramkę. W sumie wystąpił on w 8 meczach (6 meczach eliminacji do mistrzostw Europy U17 i dwóch spotkaniach towarzyskich), w których strzelił 3 bramki

### Polska U18[14]
Swój debiutancki mecz w tej kadrze rozegrał 8 lutego 2019 roku przeciwko Portugalii (mecz przegrany 1:4). Zawodnik ma na swoim koncie 3 występy, w których zdobył jednego gola.

### Polska U19[15]
Pierwszy i jak dotąd jedyny mecz rozegrał 20 marca 2019 roku przeciwko Francji (0:0).

### Polska U21[16]
16 września 2019 roku Bida zadebiutował w reprezentacji Polski U21 w meczu przeciwko reprezentacji Łotwy. Do tej pory rozegrał 5 meczów, w których strzelił jedną bramkę.

## Statystyki
(aktualne na dzień 20 października 2020)

### Klubowe
(aktualne na dzień 31 marca 2025)
| Klub                       | Sezon              | Liga               | Liga | Liga | Puchar kraju | Puchar kraju | Europa | Europa | Suma | Suma |
| Klub                       | Sezon              | Liga               | M.   | Br.  | M.           | Br.          | M.     | Br.    | M.   | Br.  |
| -------------------------- | ------------------ | ------------------ | ---- | ---- | ------------ | ------------ | ------ | ------ | ---- | ---- |
| Jagiellonia Białystok      | 2017/18            | Ekstraklasa        | –    | –    | –            | –            | –      | –      | 0    | 0    |
| Wigry Suwałki (wyp.)       | 2018/19            | I Liga             | 10   | 5    | 1            | 0            | –      | –      | 11   | 5    |
| Jagiellonia II Białystok   | 2020/21            | III Liga           | 6    | 0    | –            | –            | –      | –      | 6    | 0    |
| Jagiellonia II Białystok   | 2021/22            | III Liga           | 4    | 1    | –            | –            | –      | –      | 4    | 1    |
| Jagiellonia II Białystok   | 2022/23            | III Liga           | 3    | 3    | –            | –            | –      | –      | 3    | 3    |
| Jagiellonia II Białystok   | Ogólnie            | Ogólnie            | 13   | 4    | 0            | 0            | 0      | 0      | 13   | 4    |
| Jagiellonia Białystok      | 2019/20            | Ekstraklasa        | 25   | 5    | –            | –            | –      | –      | 25   | 5    |
| Jagiellonia Białystok      | 2020/21            | Ekstraklasa        | 17   | 2    | –            | –            | –      | –      | 17   | 2    |
| Jagiellonia Białystok      | 2021/22            | Ekstraklasa        | 17   | 3    | 1            | 0            | –      | –      | 18   | 3    |
| Jagiellonia Białystok      | 2022/23            | Ekstraklasa        | 15   | 0    | –            | –            | –      | –      | 15   | 0    |
| Jagiellonia Białystok      | Ogólnie            | Ogólnie            | 74   | 10   | 1            | 0            | 0      | 0      | 75   | 10   |
| Podbeskidzie Bielsko-Biała | 2023/24            | I liga             | 30   | 6    | 1            | 1            | –      | –      | 31   | 7    |
| Miedź Legnica              | 2024/25            | I liga             | 11   | 0    | 1            | 0            | –      | –      | 12   | 0    |
| Stal Stalowa Wola (wyp.)   | 2024/25            | I liga             | 2    | 0    | –            | –            | –      | –      | 2    | 0    |
| Ogólnie w karierze         | Ogólnie w karierze | Ogólnie w karierze | 140  | 25   | 4            | 0            | 0      | 0      | 144  | 25   |

### Reprezentacyjne[14]
| Reprezentacja | Rok       | Mecze | Bramki |
| ------------- | --------- | ----- | ------ |
| Polska U16    | 2017      | 5     | 3      |
| Polska U17    | 2017-2018 | 8     | 3      |
| Polska U18    | 2019      | 3     | 1      |
| Polska U19    | 2019      | 1     | 0      |
| Polska U21    | 2019-2020 | 5     | 1      |
| Ogólnie       | Ogólnie   | 22    | 8      |